# José Luís Vidigal
José Luís da Cruz Vidigal (Sá da Bandeira, 15 marzo 1973) è un ex calciatore e dirigente sportivo portoghese, di ruolo centrocampista.

## Biografia
Ha il doppio passaporto portoghese e angolano. Anche i suoi fratelli Jorge, António detto Toni, José detto Lito e Norberto detto Beto sono stati calciatori.

## Carriera

### Club
Ha iniziato la sua carriera nell'O Elvas CAD, squadra di terza serie portoghese. Salito di categoria nell'Estoril Praia, fu acquistato dallo Sporting Lisbona nel 1995. Vi rimane per cinque stagioni, culminate con la vittoria del titolo nel 2000. Con lo Sporting fa il suo esordio nelle competizione europee, sia Coppe delle Coppe, che Champions League che Coppa UEFA; in particolare il 13 agosto 1997 fa il suo debutto in Champions nello 0-0 contro il Beitar Gerusalemme, valido per il secondo turno preliminare. Nel corso della stessa manifestazione venne espulso dopo appena venti minuti di gioco nella gara del 5 novembre 1997 persa 4-1 contro il Bayer Leverkusen, in una partita valida per la fase a gironi. Nel corso della successiva edizione della Coppa UEFA è nuovamente protagonista negativo: entrato al 55' al posto di Marco Aurélio nella partita di andata del primo turno contro il Bologna si fa infatti espellere dopo appena un minuto.
Attira l'interesse del Napoli, neopromosso in Serie A, che lo acquista nell'estate del 2000. Durante la prima stagione con i partenopei è vittima di un infortunio durante la partita con la propria nazionale contro l'Olanda l'11 ottobre del 2000; quella che inizialmente sembrava una lesione al menisco si rivelò infine essere una lesione al legamento che lo costrinse a saltare l'intera stagione. Rimane con i partenopei (nel frattempo scesi in Serie B), trovando continuità; il 3 dicembre 2001 segna la sua prima rete in maglia azzurra, quella del temporaneo 1-1 contro il Palermo, in una gara che vedrà il Napoli vincere 3-2. Con il Napoli rimane quattro stagioni collezionando 91 partite e 8 gol tra Serie A, Serie B e Coppa Italia fino al 2004, quando passa al Livorno e ritrova la Serie A, in cui segna 3 reti.
L'anno successivo passa in prestito all'Udinese, con cui gioca anche la UEFA Champions League, giocando tra le altre anche contro il Barcellona e rimediando una espulsione. La stagione 2006-2007 vede il suo ritorno tra i labronici, dove viene poco impiegato sia da Daniele Arrigoni che da Fernando Orsi. Resta in amaranto anche nella stagione 2007-2008. Il 17 ottobre del 2007 si infortuna per una distorsione alla caviglia sinistra subita in allenamento. Si svincola il 1º luglio 2008. Il 18 agosto seguente firma per i portoghesi dell'Estrela Amadora. Si ritira alla fine della stagione 2008-2009.

### Nazionale
Ha partecipato alle Olimpiadi di Atlanta con la nazionale portoghese. Nel torneo giocò tutti e sei gli incontri della sua nazionale, che si classificò quarta. Il tecnico della nazionale portoghese Humberto Coelho lo ha fatto esordire nel febbraio 2000 nell'amichevole contro il Belgio, facendolo giocare subito titolare. Dopo altre tre amichevoli preparatorie, viene convocato con la Nazionale portoghese agli Europei del 2000, disputando quattro delle cinque partite giocate dalla sua nazionale. Ha totalizzato 15 presenze in nazionale, senza mettere a segno reti.

## Statistiche

### Presenze e reti nei club
| Stagione                | Squadra                 | Campionato              | Campionato | Campionato | Coppe nazionali | Coppe nazionali | Coppe nazionali | Coppe continentali | Coppe continentali | Coppe continentali | Totale | Totale |
| Stagione                | Squadra                 | Comp                    | Pres       | Reti       | Comp            | Pres            | Reti            | Comp               | Pres               | Reti               | Pres   | Reti   |
| ----------------------- | ----------------------- | ----------------------- | ---------- | ---------- | --------------- | --------------- | --------------- | ------------------ | ------------------ | ------------------ | ------ | ------ |
| 1994-1995               | Estoril Praia           | SL                      | 27         | 0          | TP              | ?               | ?               | -                  | -                  | -                  | 27+    | 0+     |
| 1995-1996               | Sporting Lisbona        | PD                      | 17         | 0          | TP              | ?               | ?               | CC                 | ?                  | ?                  | 17+    | 0+     |
| 1996-1997               | Sporting Lisbona        | PD                      | 20         | 3          | TP              | ?               | ?               | CU                 | 2                  | 0                  | 20+    | 3+     |
| 1997-1998               | Sporting Lisbona        | PD                      | 22         | 1          | TP              | ?               | ?               | CL                 | 2                  | 0                  | 24+    | 1+     |
| 1998-1999               | Sporting Lisbona        | PD                      | 19         | 0          | TP              | ?               | ?               | CU                 | 1                  | 0                  | 19+    | 0+     |
| 1999-2000               | Sporting Lisbona        | PL                      | 32         | 1          | TP              | ?               | ?               | CU                 | 0                  | 0                  | 32+    | 1+     |
| Totale Sporting Lisbona | Totale Sporting Lisbona | Totale Sporting Lisbona | 101        | 5          |                 | ?               | ?               |                    | 5+                 | 0+                 | 104+   | 5+     |
| 2000-2001               | Napoli                  | A                       | 4          | 0          | CI              | 1               | 0               | -                  | -                  | -                  | 5      | 0      |
| 2001-2002               | Napoli                  | B                       | 21         | 3          | CI              | 3               | 0               | -                  | -                  | -                  | 24     | 3      |
| 2002-2003               | Napoli                  | B                       | 33         | 5          | CI              | 3               | 0               | -                  | -                  | -                  | 36     | 5      |
| 2003-2004               | Napoli                  | B                       | 28         | 0          | CI              | 1               | 0               | -                  | -                  | -                  | 29     | 0      |
| Totale Napoli           | Totale Napoli           | Totale Napoli           | 86         | 8          |                 | 8               | 0               |                    | -                  | -                  | 94     | 8      |
| 2004-2005               | Livorno                 | A                       | 30         | 3          | CI              | ?               | ?               | -                  | -                  | -                  | 30+    | 3+     |
| 2005-2006               | Udinese                 | A                       | 23         | 1          | CI              | ?               | ?               | CL+CU              | 3+?                | 1+?                | 26+    | 2+     |
| 2006-2007               | Livorno                 | A                       | 18         | 0          | CI              | ?               | ?               | CU                 | 4                  | 0                  | 22+    | 0+     |
| 2007-2008               | Livorno                 | A                       | 17         | 1          | CI              | ?               | ?               | -                  | -                  | -                  | 17+    | 1+     |
| Totale Livorno          | Totale Livorno          | Totale Livorno          | 65         | 4          |                 | ?               | ?               |                    | 4                  | 0                  | 69+    | 4+     |
| 2008-2009               | Estrela Amadora         | PL                      | 27         | 0          | TP              | ?               | ?               | -                  | -                  | -                  | 27+    | 0+     |
| Totale carriera         | Totale carriera         | Totale carriera         | 317        | 21         |                 | 8+              | 0+              |                    | 12+                | 1+                 | 337+   | 22+    |

### Cronologia presenze e reti in nazionale
| Cronologia completa delle presenze e delle reti in nazionale ― Portogallo | Cronologia completa delle presenze e delle reti in nazionale ― Portogallo | Cronologia completa delle presenze e delle reti in nazionale ― Portogallo | Cronologia completa delle presenze e delle reti in nazionale ― Portogallo | Cronologia completa delle presenze e delle reti in nazionale ― Portogallo | Cronologia completa delle presenze e delle reti in nazionale ― Portogallo | Cronologia completa delle presenze e delle reti in nazionale ― Portogallo | Cronologia completa delle presenze e delle reti in nazionale ― Portogallo |
| Data                                                                      | Città                                                                     | In casa                                                                   | Risultato                                                                 | Ospiti                                                                    | Competizione                                                              | Reti                                                                      | Note                                                                      |
| ------------------------------------------------------------------------- | ------------------------------------------------------------------------- | ------------------------------------------------------------------------- | ------------------------------------------------------------------------- | ------------------------------------------------------------------------- | ------------------------------------------------------------------------- | ------------------------------------------------------------------------- | ------------------------------------------------------------------------- |
| 23-2-2000                                                                 | Charleroi                                                                 | Belgio                                                                    | 1 – 1                                                                     | Portogallo                                                                | Amichevole                                                                | -                                                                         | 11’                                                                       |
| 29-3-2000                                                                 | Leiria                                                                    | Portogallo                                                                | 2 – 1                                                                     | Danimarca                                                                 | Amichevole                                                                | -                                                                         |                                                                           |
| 2-6-2000                                                                  | Chaves                                                                    | Portogallo                                                                | 3 – 0                                                                     | Galles                                                                    | Amichevole                                                                | -                                                                         | 46’                                                                       |
| 12-6-2000                                                                 | Eindhoven                                                                 | Inghilterra                                                               | 2 – 3                                                                     | Portogallo                                                                | Euro 2000 - 1º turno                                                      | -                                                                         |                                                                           |
| 17-6-2000                                                                 | Arnhem                                                                    | Portogallo                                                                | 1 – 0                                                                     | Romania                                                                   | Euro 2000 - 1º turno                                                      | -                                                                         |                                                                           |
| 20-6-2000                                                                 | Rotterdam                                                                 | Germania                                                                  | 0 – 3                                                                     | Portogallo                                                                | Euro 2000 - 1º turno                                                      | -                                                                         | 71’                                                                       |
| 28-6-2000                                                                 | Bruxelles                                                                 | Francia                                                                   | 2 – 1 gg                                                                  | Portogallo                                                                | Euro 2000 - Semifinale                                                    | -                                                                         | 44’ 61’                                                                   |
| 16-8-2000                                                                 | Viseu                                                                     | Portogallo                                                                | 5 – 1                                                                     | Lituania                                                                  | Amichevole                                                                | -                                                                         | 54’                                                                       |
| 3-9-2000                                                                  | Tallinn                                                                   | Estonia                                                                   | 1 – 3                                                                     | Portogallo                                                                | Qual. Mondiali 2002                                                       | -                                                                         | 71’                                                                       |
| 7-10-2000                                                                 | Lisbona                                                                   | Portogallo                                                                | 1 – 1                                                                     | Irlanda                                                                   | Qual. Mondiali 2002                                                       | -                                                                         |                                                                           |
| 11-10-2000                                                                | Rotterdam                                                                 | Paesi Bassi                                                               | 0 – 2                                                                     | Portogallo                                                                | Qual. Mondiali 2002                                                       | -                                                                         | 90’                                                                       |
| 13-2-2002                                                                 | Barcellona                                                                | Spagna                                                                    | 1 – 1                                                                     | Portogallo                                                                | Amichevole                                                                | -                                                                         |                                                                           |
| 27-3-2002                                                                 | Porto                                                                     | Portogallo                                                                | 1 – 4                                                                     | Finlandia                                                                 | Amichevole                                                                | -                                                                         | 46’                                                                       |
| 7-9-2002                                                                  | Birmingham                                                                | Inghilterra                                                               | 1 – 1                                                                     | Portogallo                                                                | Amichevole                                                                | -                                                                         | 65’                                                                       |
| 12-10-2002                                                                | Lisbona                                                                   | Portogallo                                                                | 1 – 1                                                                     | Tunisia                                                                   | Amichevole                                                                | -                                                                         | 68’                                                                       |
| Totale                                                                    |                                                                           | Presenze                                                                  | 15                                                                        |                                                                           | Reti                                                                      | 0                                                                         |                                                                           |

| Cronologia completa delle presenze e delle reti in nazionale ― Portogallo olimpica | Cronologia completa delle presenze e delle reti in nazionale ― Portogallo olimpica | Cronologia completa delle presenze e delle reti in nazionale ― Portogallo olimpica | Cronologia completa delle presenze e delle reti in nazionale ― Portogallo olimpica | Cronologia completa delle presenze e delle reti in nazionale ― Portogallo olimpica | Cronologia completa delle presenze e delle reti in nazionale ― Portogallo olimpica | Cronologia completa delle presenze e delle reti in nazionale ― Portogallo olimpica | Cronologia completa delle presenze e delle reti in nazionale ― Portogallo olimpica |
| Data                                                                               | Città                                                                              | In casa                                                                            | Risultato                                                                          | Ospiti                                                                             | Competizione                                                                       | Reti                                                                               | Note                                                                               |
| ---------------------------------------------------------------------------------- | ---------------------------------------------------------------------------------- | ---------------------------------------------------------------------------------- | ---------------------------------------------------------------------------------- | ---------------------------------------------------------------------------------- | ---------------------------------------------------------------------------------- | ---------------------------------------------------------------------------------- | ---------------------------------------------------------------------------------- |
| 20-7-1996                                                                          | Washington                                                                         | Portogallo olimpica                                                                | 2 – 0                                                                              | Tunisia olimpica                                                                   | Olimpiadi 1996 - 1º turno                                                          | -                                                                                  |                                                                                    |
| 22-7-1996                                                                          | Washington                                                                         | Argentina olimpica                                                                 | 1 – 1                                                                              | Portogallo olimpica                                                                | Olimpiadi 1996 - 1º turno                                                          | -                                                                                  |                                                                                    |
| 24-7-1996                                                                          | Washington                                                                         | Stati Uniti olimpica                                                               | 1 – 1                                                                              | Portogallo olimpica                                                                | Olimpiadi 1996 - 1º turno                                                          | -                                                                                  | 89’                                                                                |
| 27-7-1996                                                                          | Miami                                                                              | Portogallo olimpica                                                                | 2 – 1 dts                                                                          | Francia olimpica                                                                   | Olimpiadi 1996 - Quarti di finale                                                  | -                                                                                  | 69’                                                                                |
| 30-7-1996                                                                          | Athens                                                                             | Portogallo olimpica                                                                | 0 – 2                                                                              | Argentina olimpica                                                                 | Olimpiadi 1996 - Semifinale                                                        | -                                                                                  |                                                                                    |
| 2-8-1996                                                                           | Athens                                                                             | Brasile olimpica                                                                   | 5 – 0                                                                              | Portogallo olimpica                                                                | Olimpiadi 1996 - Finale 3º posto                                                   | -                                                                                  |                                                                                    |
| Totale                                                                             |                                                                                    | Presenze                                                                           | 6                                                                                  |                                                                                    | Reti                                                                               | 0                                                                                  |                                                                                    |

## Palmarès
- Supercoppa di Portogallo: 1

Sporting Lisbona: 1995, 2000
- Campionato portoghese: 1

Sporting Lisbona: 1999-2000